# Charybdis (geslacht)
Charybdis is een geslacht van kreeftachtigen uit de familie van de zwemkrabben (Portunidae).

## Soorten
- Charybdis (Charybdis) acuta (A. Milne-Edwards, 1869)
- Charybdis (Charybdis) acutidens Türkay, 1986
- Charybdis (Charybdis) affinis Dana, 1852
- Charybdis (Charybdis) amboinensis Leene, 1938
- Charybdis (Charybdis) anisodon (De Haan, 1850)
- Charybdis (Charybdis) annulata (Fabricius, 1798)
- Charybdis (Charybdis) beauforti Leene & Buitendijk, 1949
- Charybdis (Charybdis) brevispinosa Leene, 1937
- Charybdis (Charybdis) callianassa (Herbst, 1789)
- Charybdis (Charybdis) cookei Rathbun, 1923
- Charybdis (Charybdis) crosnieri Spiridonov & Türkay, 2001
- Charybdis (Charybdis) curtilobus Stephenson & Rees, 1967
- Charybdis (Charybdis) demani Leene, 1937
- Charybdis feriata (Linnaeus, 1758)
- Charybdis (Charybdis) goaensis Padate, Rivonker, Anil, Sawant & Krishnamurthy, 2010
- Charybdis (Charybdis) gordonae Shen, 1934
- Charybdis (Charybdis) granulata (De Haan, 1833)
- Charybdis (Charybdis) hawaiensis Edmondson, 1954
- Charybdis (Charybdis) hellerii (A. Milne-Edwards, 1867)
- Charybdis (Charybdis) heterodon Nobili, 1906
- Charybdis (Charybdis) holosericus (Fabricius, 1787)
- Charybdis (Charybdis) ihlei Leene & Buitendijk, 1949
- Charybdis (Charybdis) incisa Rathbun, 1923
- Charybdis (Charybdis) japonica (A. Milne-Edwards, 1861)
- Charybdis (Charybdis) jaubertensis Rathbun, 1924
- Charybdis (Charybdis) javaensis Zarenkov, 1970
- Charybdis (Charybdis) lucifera (Fabricius, 1798)
- Charybdis (Charybdis) meteor Spiridonov & Türkay, 2001
- Charybdis (Charybdis) miles (De Haan, 1835)
- Charybdis (Charybdis) multicostata Yang, Chen & Dai, 2011
- Charybdis (Charybdis) natator (Herbst, 1794)
- Charybdis (Charybdis) orientalis Dana, 1852
- Charybdis (Charybdis) padadiana Ward, 1941
- Charybdis (Charybdis) philippinensis Ward, 1941
- Charybdis (Charybdis) rathbuni Leene, 1938
- Charybdis (Charybdis) riversandersoni Alcock, 1899
- Charybdis (Charybdis) rosea (Hombron & Jacquinot, 1846)
- Charybdis (Charybdis) rostrata (A. Milne-Edwards, 1861)
- Charybdis (Charybdis) rufodactylus Stephenson & Rees, 1968
- Charybdis (Charybdis) sagamiensis Parisi, 1916
- Charybdis (Charybdis) salehensis Leene, 1938
- Charybdis (Charybdis) seychellensis Crosnier, 1984
- Charybdis (Charybdis) spinifera (Miers, 1884)
- Charybdis (Charybdis) vannamei Ward, 1941
- Charybdis (Charybdis) variegata (Fabricius, 1798)
- Charybdis (Charybdis) yaldwyni Rees & Stephenson, 1966
- Charybdis (Goniohellenus) curtidentata Stephenson, 1967
- Charybdis (Goniohellenus) hongkongensis Shen, 1934
- Charybdis (Goniohellenus) hoplites (Wood-Mason, 1877)
- Charybdis (Goniohellenus) longicollis Leene, 1938
- Charybdis (Goniohellenus) omanensis
- Charybdis (Goniohellenus) ornata (A. Milne-Edwards, 1861)
- Charybdis (Goniohellenus) padangensis Leene & Buitendijk, 1952
- Charybdis (Goniohellenus) pusilla Alcock, 1899
- Charybdis (Goniohellenus) smithii MacLeay, 1838
- Charybdis (Goniohellenus) truncata (Fabricius, 1798)
- Charybdis (Goniohellenus) vadorum Alcock, 1899
- Charybdis (Gonioinfradens) paucidentatus (A. Milne-Edwards, 1861)
- Charybdis (Gonioneptunus) africana Shen, 1935
- Charybdis (Gonioneptunus) bimaculata (Miers, 1886)
- Charybdis (Gonioneptunus) orlik Zarenkov, 1970
- Charybdis (Gonioneptunus) quadrimaculata Yang, Chen & Dai, 2011
- Charybdis (Goniosupradens) acutifrons (de Man, 1879)
- Charybdis (Goniosupradens) erythrodactylus (Lamarck, 1818)
- Charybdis (Goniosupradens) obtusifrons Leene, 1936